# Carlos Resende
Carlos Resende (Lisboa, 29 de mayo de 1971) fue un jugador de balonmano portugués que jugaba como de lateral izquierdo. Fue uno de los componentes de la Selección de balonmano de Portugal con la que disputó 250 partidos internacionales en los que anotó un total de 1.444 goles. 

## Equipos

### Jugador
- FC Porto (1988-1994)
- ABC Braga (1994-2000)
- FC Porto (2000-2006)

### Entrenador
- FC Porto (2006-2009)
- ABC Braga (2011-2017)
- SL Benfica (2017-2020)
- FC Porto (2023-)

## Palmarés

### Jugador
- Copa de Portugal 1994, 1996, 1997, 2000, 2006
- Liga de Portugal 1995, 1996, 1997, 1999, 2002, 2003, 2004
- Supercopa de Portugal 1996, 1998, 2001

### Entrenador
- Copa de Portugal 2007, 2015
- Liga de Portugal 2009

## Méritos y distinciones
- Mejor lateral izquierdo del Campeonato Europeo de Balonmano 2000